# Patata lunga di San Biase
La patata lunga di san Biase è una varietà di patata coltivata nel Molise, in particolare nella zona di San Biase.
Da circa due secoli nell'alimentazione contadina molisana, le patate di San Biase sono tuberi di elevata qualità grazie al clima fresco ed alla particolare natura agronomica del terreno,  consentono di produrre tuberi di elevata qualità culinaria e di lunga conservazione. 
Dagli anni cinquanta, è utilizzata la varietà Quarantina del Molise.

## Caratteristiche
- forma = ovale allungata, appiattita
- buccia = liscia di colore  giallastra o violacea
- polpa = di colore bianca

## Utilizzo
A San Biase, le patate si accompagnano alle testine d'agnello fatte cuocere sotto la “coppa” di ferro ricoperta di brace (cenere e carboni roventi).

## Folklore
Una leggenda racconta che, a San Biase, la patata fu portata dai francesi di Napoleone.
Un battaglione di francesi inviato da Campobasso a Trivento, per sedare una ribellione fomentata da briganti, fece campo per la notte alle porte di San Biase.
Alcuni ragazzi, incuriositi dagli uomini in divisa, si avvicinarono all'accampamento e li videro mangiare per la prima volta delle patate. 
I francesi accorgendosi dello stupore dei ragazzi, donarono ad essi alcuni tuberi consigliando loro di seminarle nei campi. Da quel momento la patata divenne un alimento fondamentale a San Biase, specialmente per le famiglie più indigenti.